# Ейский десант
Ейский десант — военная операция войск Белой армии по овладению городом Ейском в 1918 году.

## История
В начале июля с согласия командующего Добровольческой армией генерала Деникина через Таганрогский залив была проведена разведка боем в направлении Ейска. При благоприятном развитии событий десанту надлежало закрепиться в порту и начать действовать в тылу красных с целью содействия наступлению Добровольческой армии.
В ночь с 23 на 24 июля 1918 года два боевых корабля Донской флотилии белогвардейцев — речные пароходы «Новочеркасск» и «Кубанец» — попытались высадить на Ейской косе десант и захватить город. Азовская флотилия красных к тому времени уже самоликвидировалась — по личному указанию Ленина, после неудачного таганрогского десанта, где погибли тысячи красноармейцев. В порту Ейска стоял лишь один болиндер — самоходная десантная баржа. Она была вооружена шестидюймовым орудием и представляла серьёзную опасность для Донской флотилии и её десанта.
Операцией руководил генерал Денисов. В течение одной ночи десант, насчитывающий около 600 человек, в основном донских и кубанских казаков, скрытно погрузился в Ростове и Азове и подошёл к Ейску. Нападение на порт было внезапным, потому что в эту ночь матросы большинства кораблей ночевали в городе. Город и его власти спали, не зная о смертельной угрозе.
Иван Хижняк находился в это время на излечении в ейском госпитале и в полночь услышал винтовочные выстрелы, а затем разрывы снарядов в городе. Это открыли артиллерийский огонь белые корабли. В общем, белогвардейцам не повезло, что во время десанта Хижняк оказался в городе. Он организовал малочисленные и разрозненные группы красноармейцев, матросов и партийных работников в единую оборону. На ейской железнодорожной станции на одной из платформ стояло неисправное орудие всего с пятнадцатью снарядами. Его быстро привели в порядок и открыли огонь по десантникам.
Высадив десантников, белые корабли отошли от берега, чтобы было удобнее обстреливать город. Теперь пришлось возвращаться в попытке спасти уцелевших. Генерал Денисов дал команду на прекращение действий и десант так же неожиданно начал отход, как и появился, захватив пленных красноармейцев и несколько катеров. «Кубанец» прикрыл своим корпусом возвращавшиеся шлюпки с десантниками. Руководивший этим отходом Евгений Герасимов был тяжело контужен, боцмана убило наповал. Анатолий Ваксмут принял командование Донской флотилией на себя и повёл корабли в море. При отходе к белым присоединился бежавший из ейского порта небольшой пароход «Фанагория», что оказалось очень кстати. На нём имелись все необходимые приборы навигации, с помощью которых флотилия добралась до Таганрога, где переправила своих раненых в госпиталь, а затем вернулась в Ростов-на-Дону.
Как оказалось, жертвы Добровольческой армии в этом десанте оказались напрасными. Наутро, после ночного боя с десантом, в Ейск пришёл приказ из штаба красных войск Северного Кавказа — город предписывалось оставить, что и было тут же исполнено. А ещё через день в Ейск вошли казаки генерала Покровского.

## Память
- О том, как происходили эти события, подробно рассказал в своих воспоминаниях «Годы боевые» Иван Хижняк, игравший тогда в Ейске значительную роль со стороны Красной Армии.
- В изданном в современной России сборнике мемуаров белогвардейцев — «Флот в белой борьбе», имеется небольшая статья Анатолия Ваксмута о Ейском десанте.[1]